# Joan Oliart i Pons
Joan Oliart i Pons (Barcelona, 6 d'abril de 1932) és un periodista i polític català.
Graduat social i periodista, ha treballat com a director comercial per a diverses empreses de 1960 a 1984. En 1977 s'afilià a la Federació Catalana del PSOE, de la que en fou secretari de propaganda de la Federació de Barcelona, càrrec que va ocupar fins al 1979 dins del Partit dels Socialistes de Catalunya.
Ha estat diputat al Parlament de Catalunya pel PSC per la circumscripció de Barcelona a les eleccions al Parlament de Catalunya de 1980, 1984, 1988, 1992 i 1995. Dins del Parlament de Catalunya fou vicepresident de la Comissió de Justícia, Dret i Seguretat Ciutadana de 1984 a 1992, membre de la Comissió de Justícia, Dret i Seguretat Ciutadana (1980-1988), de la Comissió d'Indústria, Energia, Comerç i Turisme i de la de Política Territorial.
També substituí Jordi Maragall i Noble com a senador per la circumscripció de Barcelona a les eleccions generals espanyoles de 1996. En el Senat d'Espanya va participar en la Comissió Constitucional, va ser membre de la Ponència per a Informació de Textos Legislatius, vocal de la Comissió d'Educació i Cultura, va participar en la Comissió de l'Interior i Funció pública, en la Comissió General de les Comunitats Autònomes, en la Comissió de Reglament i Comissió Mixta per al Problema de Drogues.
Fou diputat per Barcelona a les eleccions generals espanyoles de 2000. Al Congrés dels Diputats Secretari Segon de la Diputació Permanent, Secretari Primer de la Mesa del Congrés dels Diputats i adscrit a la Comissió d'Infraestructures i Secretari Primer de la Comissió de Reglament; vicepresident de la Delegació Espanyola en el Grup d'Amistat amb l'Assemblea Nacional Francesa, vicepresident de la Delegació espanyola en el grup d'amistat amb el Marroc i vicepresident de la Delegació espanyola en el grup d'amistat amb la Duma Russa.